# Carlos Bilardo
Carlos Salvador Bilardo, né le 16 mars 1939 à La Paternal à Buenos Aires (Argentine), est un ancien joueur et entraîneur de football argentin. 
Surnommé El Doctor en français : « le docteur » ou El Narigón en français : « gros nez », ce milieu de terrain se forge un palmarès important avec Estudiantes de La Plata, avec lequel il remporte notamment trois Copa Libertadores et une Coupe intercontinentale en 1968. 
Reconverti comme entraîneur après sa retraite sportive en 1971, il est nommé sélectionneur de l'équipe d'Argentine en 1983. Il mène l'Albiceleste, menée par Diego Maradona, à la victoire en Coupe du monde 1986 et en finale de la Coupe du monde 1990. Il est nommé directeur technique de l'équipe nationale argentine en octobre 2008.

## Carrière

### Joueur

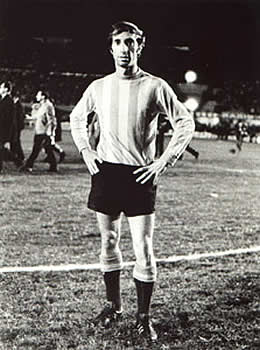
Bilardo sous le maillot de l'Argentine, en 1959.

Né dans le quartier La Paternal de Buenos Aires de parents d'origine sicilienne, Carlos Bilardo est un jeune footballeur doué, qui poursuit pourtant en parallèle ses études. Formé au Club Atlético San Lorenzo de Almagro, il intègre l'équipe première en 1958, ce qui lui vaut d'être sélectionné en équipe d'Argentine espoirs en 1959 et de participer aux Jeux olympiques d'été de 1960 à Rome.
En 1961, Bilardo est transféré au Club Social y Deportivo Español, club plus modeste de Buenos Aires évoluant alors en deuxième division. Bien qu'un des meilleurs buteurs de l'équipe, il y apprend progressivement le poste de milieu défensif où il fait bientôt ses preuves. En parallèle, il achève ses études de gynécologie à l'université de Buenos Aires, ce qui lui vaudra le surnom El Doctor.
En 1965, Bilardo signe à Estudiantes de La Plata, où le centre de formation construit une équipe de jeunes surdoués connue comme « la tercera que mata » (en français : « l'équipe de troisième division qui tue »). L'entraîneur Osvaldo Zubeldía (es), qui a fait de Bilardo son adjoint sur le terrain, mène cette équipe à la victoire en tournoi Metropolitano en 1967. Estudiantes est le premier club ne faisant pas partie des cinq grands du football argentin à remporter le championnat d'Argentine. L'équipe infernale ne s'arrête pas là : elle remporte la Copa Libertadores à trois reprises (entre 1968 et 1970) et la Coupe intercontinentale en 1968, face à Manchester United. 

### Entraîneur
Bilardo arrête sa carrière professionnelle en 1970, à 31 ans. Diplômé de physique, il intègre le staff d'Estudiantes de La Plata et prend la tête de l'équipe première pour le championnat Nacional de 1971, terminé à une modeste 7e place du groupe B. Menant en parallèle ses activités de physique et de médecine[réf. nécessaire], il reprend le poste d'entraîneur en 1973 et mène son équipe à la deuxième place du championnat Nacional en 1975, à un point de River Plate.
Après deux années à la tête du club colombien Deportivo Cali et un bref passage à San Lorenzo, il est nommé sélectionneur de la Colombie en 1980, avec pour objectif la qualification pour la Coupe du monde 1982. N'y étant pas parvenu, il est licencié et retourne rapidement en Argentine.
Son ancien club Estudiantes le sollicite : les dirigeants viennent de réaliser le transfert de Patricio Hernández au Torino FC, en Italie, et donnent à Bilardo les moyens de renforcer l'équipe comme il le souhaite pour la saison 1982. La formation de Bilardo reprend les principes édictés par Zubeldía et brille par le talent et l'efficacité de son attaque (composée de Sabella, Trobbiani, Gottardi (es) et Ponce). C'est un succès : l'équipe atteint les demi-finales du championnat Nacional et remporte surtout le championnat Metropolitano en fin d'année.
En fin de la saison, la fédération argentine de football lui offre le poste de sélectionneur de l'équipe nationale, en remplacement de César Luis Menotti, au sortir d'une coupe du monde 1982 peu glorieuse.
L'objectif assigné au nouveau sélectionneur est de gagner une deuxième coupe du monde après le triomphe de 1978, en appliquant les principes de jeu qui ont fait le succès d'Estudiantes les années précédentes. Bilardo fait appel à de nouveaux joueurs, venant notamment de son ancien club et du CA Independiente qui dominent le football argentin depuis plusieurs saisons. Sa première compétition à la tête de l'équipe, la Copa América 1983, voit les Argentins, sans Maradona ni Passarella, battre le Brésil mais être éliminés en phase de groupe à la suite de deux matchs nuls face à l'Équateur.
Bilardo fait du meneur de jeu Diego Maradona son capitaine, au détriment de Daniel Passarella, capitaine de l'équipe championne du monde en 1978, dont les relations avec Maradona et Bilardo deviennent difficiles. Devant les résultats décevants de l'Albiceleste lors des éliminatoires de la coupe du monde, il doit faire face au scepticisme des médias de son pays[réf. nécessaire]. Ironie de l'histoire, Passarella est l'auteur d'une passe décisive lors d'un but crucial de Ricardo Gareca face au Pérou en juin 1985, assurant la qualification de l'Argentine. 
Pour la coupe du monde 1986 au Mexique, Bilardo met en place un nouveau système de jeu en 3-5-2 qui surprend les observateurs, avec un libero et deux stoppeurs, cinq milieux de terrains et deux attaquants. Bénéficiant de la forme exceptionnelle de Diego Maradona, auteur de cinq buts et six passes décisives et élu finalement meilleur joueur de la compétition, l'Argentine remporte la coupe du monde. L'entraîneur écrit quelques mois plus tard le livre Así Ganamos (en français : « Comment nous avons gagné »), qui raconte dans les détails cette victoire.
Ce succès lui permet de signer une prolongation de quatre ans à la tête de la sélection. Lors de la Copa América 1987, organisée en Argentine, l'Albiceleste se qualifie pour les demi-finales mais est éliminée à domicile par l'Uruguay (0-1), avant de s'incliner deux jours plus tard lors du match pour la troisième place, face à la Colombie. Deux ans plus tard, la Copa América 1989 est organisée par le Brésil. Les Argentins se qualifient pour le groupe final de quatre équipes mais s'y inclinent face au Brésil et l'Uruguay, ce qui les repousse à la troisième place du podium.
Diminuée par les blessures de plusieurs joueurs mais renforcée par l'éclosion de plusieurs jeunes (Caniggia, Goycochea), la sélection argentine de la coupe du monde 1990 est moins brillante que sa devancière mais montre suffisamment de caractère pour éliminer le Brésil, dans des circonstances troubles, et l'Italie, dans un stade de Naples acquis à Diego Maradona. Elle s'incline finalement en finale face à l'Allemagne, sur un pénalty contesté.
Il quitte son poste à la fin de la compétition et devient notamment consultant à la télévision. En 1992, il accepte la proposition des dirigeants du FC Séville, en Espagne, où vient de signer Maradona. Le meneur de jeu est loin de son meilleur niveau et l'aventure ne dure qu'un an. En 1996, il retrouve de nouveau le génie argentin à Boca Juniors, sans connaître plus de succès. En 1999-2000, il réalise une pige anecdotique à la tête de la sélection libyenne. 
En 2003, il prend, pour la quatrième fois, les rênes d'Estudiantes de La Plata, qui connaît d'importantes difficultés. Il lance la refondation de l'équipe, poursuivie notamment par Jorge Burruchaga et Diego Simeone, qui mène en 2006 le club jusqu'à la victoire en championnat Apertura 2006.
Après les départs de Marcelo Bielsa (2004) et Jose Pekerman (2006) de la sélection argentine, il fait savoir qu'il est candidat à reprendre le poste, sans succès. Le 28 octobre 2008, alors qu'il est secrétaire aux sports de la province de Buenos Aires, il est nommé directeur technique de la fédération argentine. Diego Maradona est choisi comme sélectionneur. À la suite de l'élimination prématurée des Argentins lors de la coupe du monde 2010, Bilardo décide de ne pas prolonger le contrat de l'ancien meneur de jeu.

## Parcours
Joueur
- 1958-1961 : San Lorenzo de Almagro -  Argentine
- 1961-1965 : Club Deportivo Español -  Argentine
- 1965-1970 : Estudiantes de La Plata -  Argentine

Entraîneur
- 1971 : Estudiantes de La Plata -  Argentine
- 1973-1976 : Estudiantes de La Plata -  Argentine
- 1976-1979 : Deportivo Cali -  Colombie
- 1979 : San Lorenzo de Almagro -  Argentine
- 1980-1981 :  Colombie
- 1982 : Estudiantes de La Plata -  Argentine
- 1983-1990 :  Argentine
- 1992-1993 : FC Séville -  Espagne
- 1996 : Boca Juniors -  Argentine
- 1999-2000 :  Libye
- 2003-2004 : Estudiantes de La Plata -  Argentine

## Palmarès

### Joueur

#### En club
- Vainqueur de la Coupe Intercontinentale en 1968 avec Estudiantes
- Vainqueur de la Copa Libertadores en 1968, en 1969 et en 1970 avec Estudiantes
- Champion Metropolitano en 1967 avec Estudiantes

#### EnÉquipe d'Argentine
- 1 sélection en 1960
- Participation aux Jeux Olympiques en 1960 (Premier Tour)

### Entraîneur

#### En club
- Champion Metropolitano en 1982 avec Estudiantes

#### Avec l'Équipe d'Argentine
- Vainqueur de la Coupe du Monde en 1986
- Participation à la Copa América en 1983 (Premier Tour), en 1987 (4e) et en 1989 (3e)
- Participation à la Coupe du Monde en 1986 (Vainqueur) et en 1990 (Finaliste)